# Lycodes microlepidotus
Lycodes microlepidotus är en fiskart som beskrevs av Schmidt, 1950. Lycodes microlepidotus ingår i släktet Lycodes och familjen tånglakefiskar. Inga underarter finns listade i Catalogue of Life.